# Ribeirão do Pinhal
Ribeirão do Pinhal is een gemeente in de Braziliaanse deelstaat Paraná. De gemeente telt 13.584 inwoners (schatting 2009).